# Ла Плата
 Тази статия е за залива на Атлантическия океан.  За града в Аржентина вижте Ла Плата (град).  За окръга в САЩ вижте Ла Плата (окръг).
Ла Плата (на испански: Río de la Plata, „сребърна река“) е залив на Атлантическия океан, на югоизточния бряг на Южна Америка, край бреговете на Аржентина и Уругвай. Представлява общ естуар на реките Парана и Уругвай.

## География
Дължината му от северозапад на югоизток е 320 km, а ширината му варира от 48 km при вливането на двете реки, до 220 km на входа между носовете Есте (на североизток, в Уругвай) и Норте (на югозапад, в Аржентина). По този начин Ла Плата е най-широкият естуар в света. Южната му част носи названието залив Самборомбон. Приливите са неправилни, полуденонощни, с височина до 1 m.

## Изследване и използване
Бреговете на залива-естуар са гъсто населени. Той е открит през февруари 1516 г. от испанския мореплавател Хуан Диас де Солис. На 2 февруари 1536 г. испанският конкистадор Педро де Мендоса основава град Буенос Айрес (впоследствие - столицата на Аржентина), разположен на югозападното крайбрежие на Ла Плата. На северния й бряг е столицата на Уругвай град Монтевидео, основан през 1726 г. от Бруно Маурисио де Сабала, губернатор на Буенос Айрес.